# مثقب كهربي

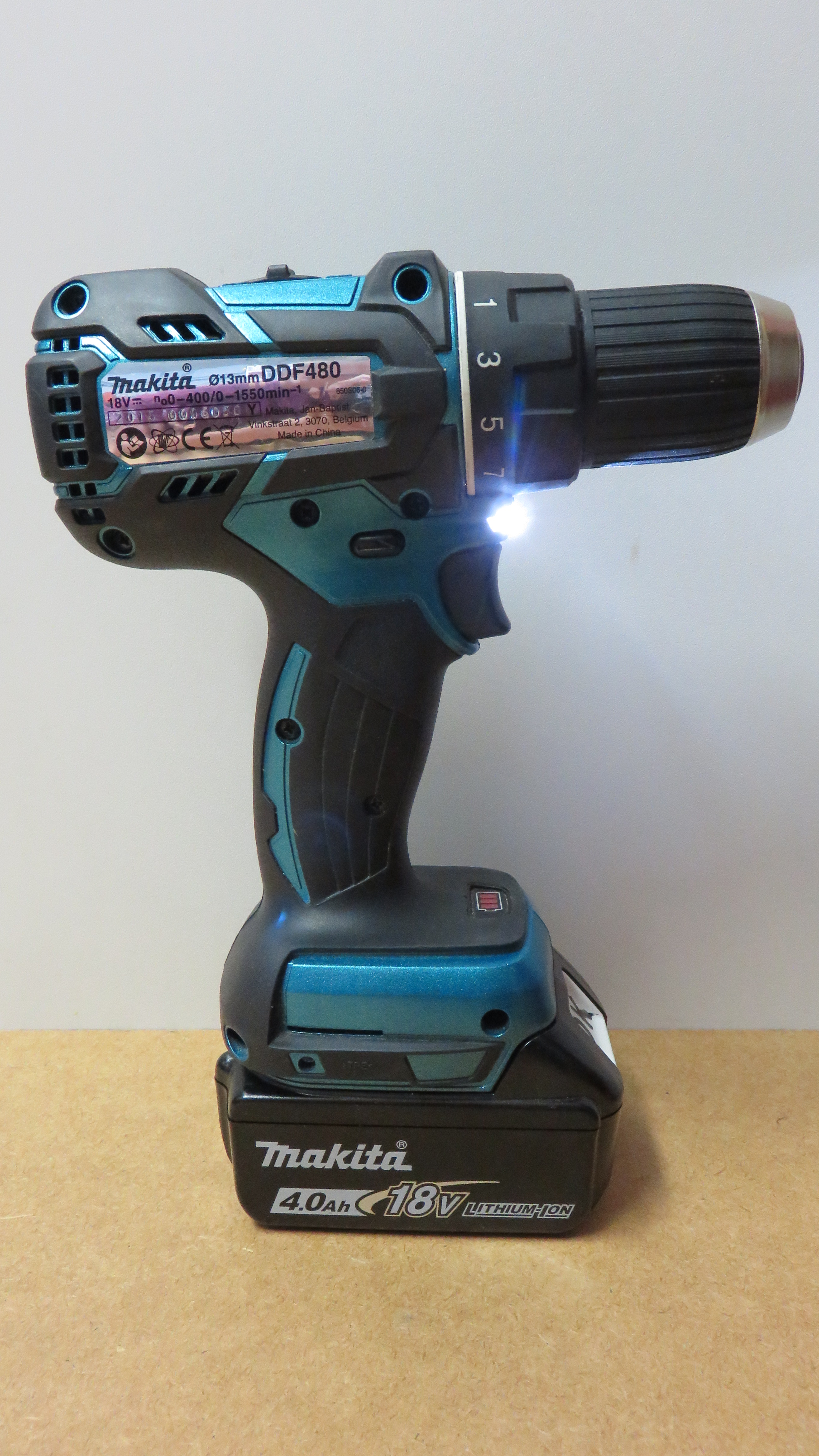
مثقب كهربائي.

المثقب الكهربائي (بالإنجليزية: Electric Drill)‏ هو مثقب يُدار بواسطة محرك كهربائي. ويعود اختراع المثقب الكهربي لآرثر جيمس أرنوت وويليام بلانش برين من ملبورن، أستراليا، اللذان حصلا على براءة اختراعهما عام 1889. وفي عام 1895، صنع الأخوان ويلهم إميل فين وكارل فين من شتوتغارت، ألمانيا، أول مثقب محمول. وفي عام 1917، حصلت شركة بلاك أند ديكر على براءة اختراع لأول مثقب كهربي ذا مفتاح زنادي وقبضة مسدسية.